# Chiatra
Chiatra település Franciaországban, Haute-Corse megyében. Lakosainak száma 224 fő (2022. január 1.). Chiatra Canale-di-Verde, Pietra-di-Verde, Sant’Andréa-di-Cotone és San-Giuliano községekkel határos.

## Népesség
A település népességének változása:
| Lakosok száma | 229  | 194  | 162  | 210  | 205  | 218  | 222  | 209  | 214  | 224  |
|               | 1968 | 1982 | 1990 | 2006 | 2013 | 2015 | 2017 | 2019 | 2020 | 2022 |